# 처녀지

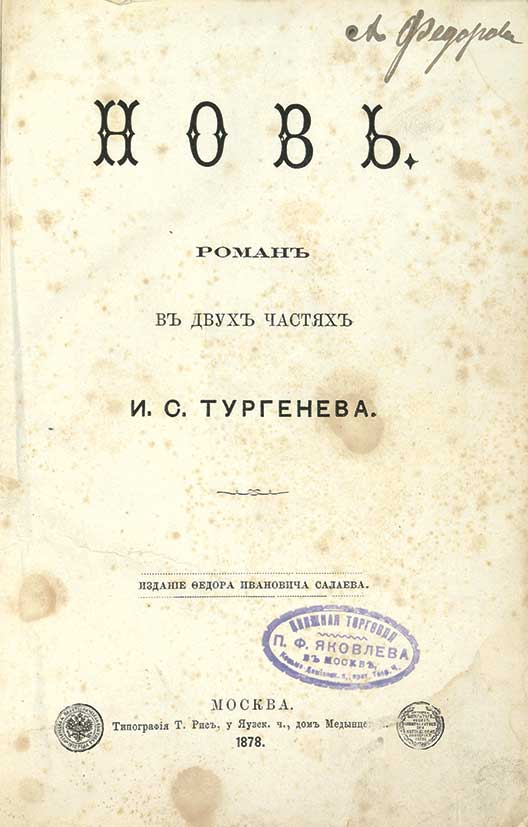
처녀지 1878년판 표지

《처녀지》(러시아어: Новь)는 이반 투르게네프의 1877년 장편소설이다. 7년에 걸친 준비 끝에 잡지 <유럽 통보>에 발표되었는데, 투르게네프가 59세 때 쓴 작품이다.
온건한 자유주의자 그룹에 속했던 투르게네프는 사회주의에도 관심을 갖고 있었기에 1860년대 말부터 1870년대 초에 걸친 인민주의 운동을 다루었다. 작자의 입장으로 보아 혁명가들을 비판적으로 묘사하고 있다. ‘회개한 귀족’인 네지다노프는 이상가로서 농민을 봉기시키려고 한다. 관념적인 그들의 슬로건은 농민에게 납득되지 않아 신념을 잃고 자살해 버린다.
이에 대치되는 인물이 점진적 개혁자로서 실무가로서의 재능도 있는 솔로민인데, 그는 작자의 대변자로서 긍정적으로 묘사되고 있다. 처음에는 시인 기질의 네지다노프와 함께 생활하며 싸우는 성실한 이상가인 처녀 마리안나는 결국 솔로민의 정당함을 이해하고 그를 따르게 된다. 그녀는 <그 전날 밤> (1859)에 나오는 옐레나와 함께 투르게네프의 여성상에서 볼 수 있는 새로운 적극적인 여성으로 매력 있는 형이다. 이 소설은 인민주의의 어두운 면만을 그리고 있는 점, 마리안나와 솔로민의 관계묘사의 불충분한 점 등 결점을 지니고 있으나 ‘사냥꾼’의 변형으로서의 네지다노프의 비극은 훌륭히 묘파되고 있어 시대의 가장 첨예화된 문제를 반영시킨 사회소설로서 그 가치를 잃지 않고 있다.